# (8966) Hortulana
(8966) Hortulana ist ein Asteroid des äußeren Hauptgürtels, der am 26. März 1971 von dem niederländischen Astronomenehepaar Cornelis Johannes van Houten und Ingrid van Houten-Groeneveld entdeckt wurde. Die Entdeckung geschah im Rahmen der 1. Trojaner-Durchmusterung, bei der von Tom Gehrels mit dem 120-cm-Oschin-Schmidt-Teleskop des Palomar-Observatoriums aufgenommene Feldplatten an der Universität Leiden durchmustert wurden, elf Jahre nach Beginn des Palomar-Leiden-Surveys. Unbestätigte Sichtungen des Asteroiden hatte es schon vom 3. bis 6. Februar 1954 unter der vorläufigen Bezeichnung 1954 CJ am McDonald-Observatorium in Texas gegeben.
Der mittlere Durchmesser des Asteroiden wurde grob mit 8,905 km (±0,431) berechnet, die Albedo mit 0,067 (±0,012).
(8966) Hortulana ist nach dem Ortolan benannt, einer Vogelart aus der Familie der Ammern, dessen wissenschaftlicher Name Emberiza hortulana lautet. Zum Zeitpunkt der Benennung des Asteroiden am 2. Februar 1999 befand sich die Grauammer auf der niederländischen und europäischen Roten Liste gefährdeter Vögel.